# Gmelina asiatica
Gmelina asiatica är en kransblommig växtart som beskrevs av Carl von Linné. Gmelina asiatica ingår i släktet Gmelina och familjen kransblommiga växter. Inga underarter finns listade i Catalogue of Life.

## Bildgalleri

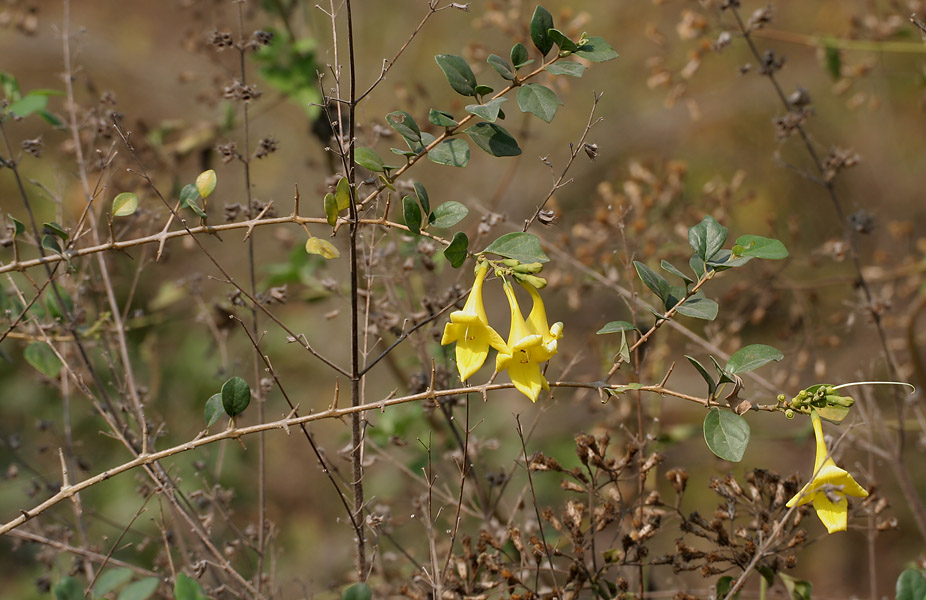
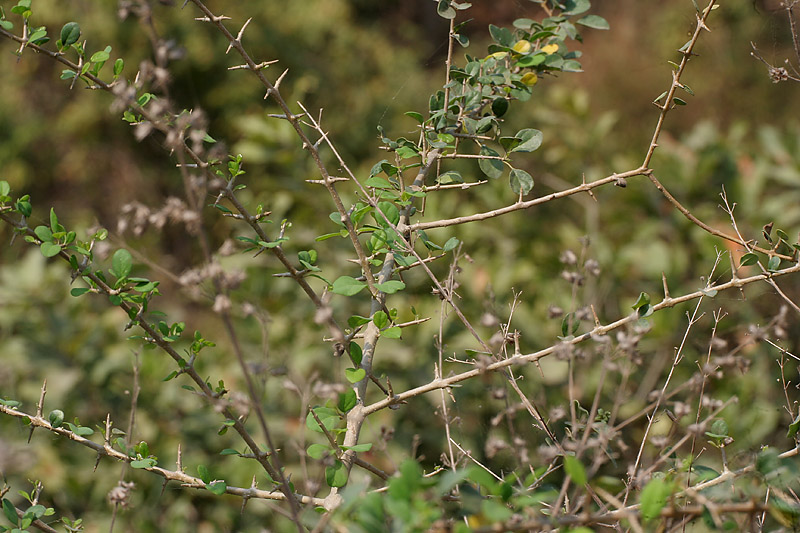
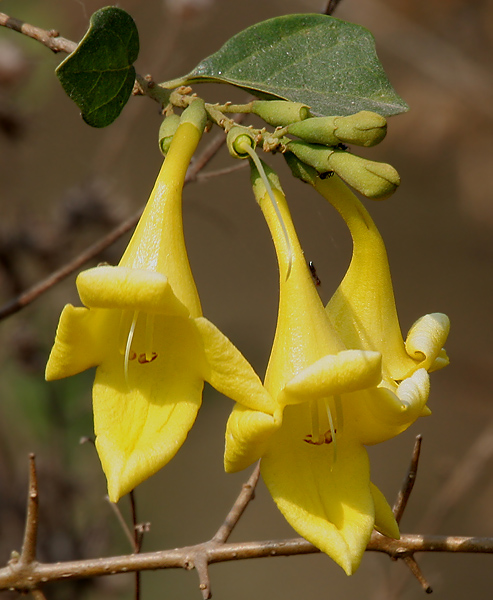
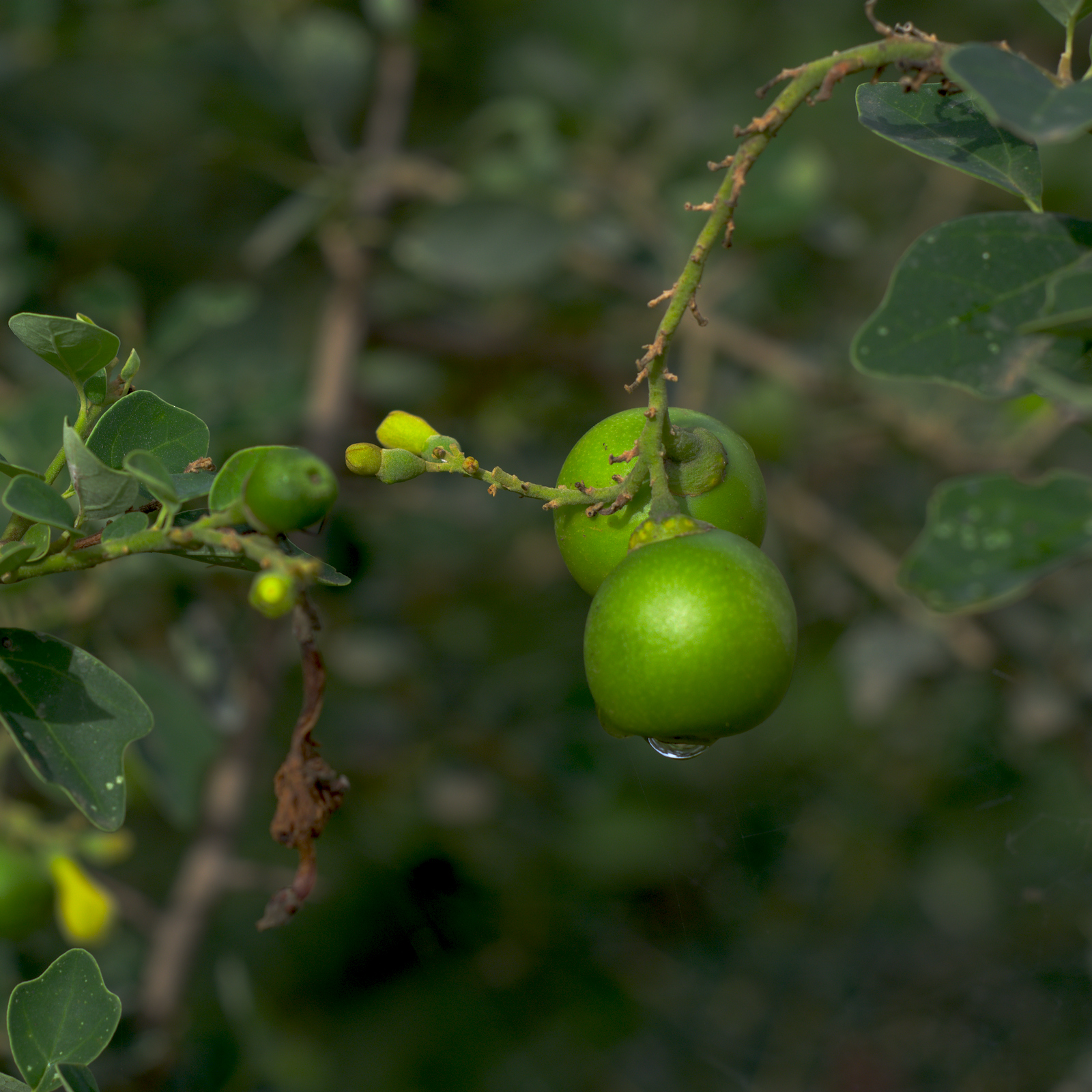